# Gisela Müller-Brandeck-Bocquet
Gisela Müller-Brandeck-Bocquet (* 1956) ist eine deutsche Politikwissenschaftlerin und emeritierte Professorin für Europaforschung und Internationale Beziehungen an der Julius-Maximilians-Universität Würzburg.

## Ausbildung
Müller-Brandeck-Bocquet studierte Politikwissenschaft am Institut d’études politiques de Grenoble und am Geschwister-Scholl-Institut in München.
Nach ihrer Habilitation 1995 war sie von 1995 bis 1998 Vertretungsprofessorin an der Universität Trier und der Universität Würzburg. Sie war von 1999 bis 2022 Lehrstuhlinhaberin in Würzburg.

## Forschung
Schwerpunkte ihrer Forschung sind internationale Beziehungen, deutsche und französische Außen- und Europapolitik sowie transnationale Umweltpolitik.

## Ehrung
2017 wurde ihr Lehrstuhl als Jean-Monnet-Lehrstuhl ausgezeichnet.

## Schriften
- zusammen mit Carolin Rüger: Die Außenpolitik der EU. De Gruyter, Oldenburg 2015, ISBN 978-3-486-73577-2.
- als Hrsg. zusammen mit Carolin Rüger: The High Representative for the EU Foreign and Security Policy – Review and Prospects. Nomos, 2011, ISBN 978-3-8329-6002-5.
- als Hrsg.: Deutsche Europapolitik von Konrad Adenauer bis Angela Merkel. VS-Verlag, 2010, ISBN 978-3-531-16392-5.
- Gisela Müller-Brandeck-Bocquet u. a.: Die Afrikapolitik der Europäischen Union. Neue Ansätze und Perspektiven. Budrich, Opladen 2007, ISBN 978-3-86649-005-5.